# Thomas Chinonso
Kingsley Thomas Chinonso (* 26. Mai 2003 in Lagos) ist ein nigerianischer Fußballspieler.

## Karriere
Thomas Chinonso spielte von 2021 bis 2022 bei dem nigerianischen Verein Jigawa Golden Stars. Für den Verein aus Dutse bestritt er fünf Erstligaspiele. Am Ende der Saison 2020/21 musste er mit Jigawa in die zweite Liga absteigen. Im Januar 2023 zog es ihn nach Thailand. Hier schloss er sich dem Drittligisten Kasem Bundit University FC an. Mit dem Verein aus der Hauptstadt Bangkok spielt er in der Bangkok Metropolitan Region der Liga. Nach insgesamt 51 Ligaspielen, in denen er 17 Treffer erzielte, wechselte er im Juni 2025 zu dem in der Eastern Region spielenden Aufsteiger Burapha United FC.